# Little Browning
Little Browning é uma região censitária no condado de Glacier, estado do Nevada, nos Estados Unidos.  Tinha uma população de 206 habitantes, segundo o censo de 2010.